# Edmund Crouchback, 1. Earl of Lancaster

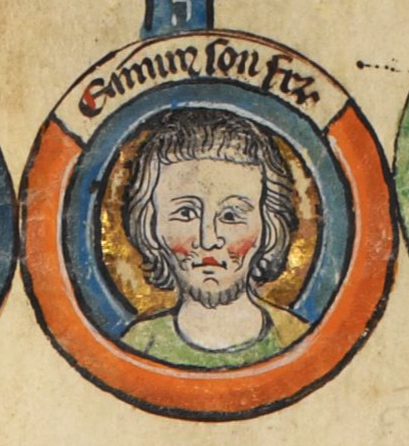
Edmund Crouchback. Buchmalerei aus dem 13. Jahrhundert

Edmund „Crouchback“, 1. Earl of Lancaster (auch 1. Earl of Leicester) (* 16. Januar 1245 in Westminster; † 5. Juni 1296 in Bayonne), war ein englischer Prinz und Magnat. Er war ein loyaler Unterstützer seines Vaters König Heinrich III. und seines Bruders König Eduard I., denen er als Militär und Diplomat diente.
Sein Beiname Crouchback wurde im 14. Jahrhundert von Chronisten wie Adam of Usk und John Hardyng als Hinweis auf ein schweres Rückenleiden missgedeutet, Edmund erhielt diesen Namen aber wahrscheinlich wegen seiner Beteiligung am Kreuzzug des Prinzen Eduard, während dessen er als Kreuzfahrer einen Wappenrock mit einem Kreuz auf dem Rücken trug und so Crossed Back bzw. Crouchback genannt wurde.

## Geburt und Kindheit
Edmund war der zweite Sohn des englischen Königs Heinrich III. und dessen Frau Eleonore von der Provence. Nur wenige mittelalterliche Geburten sind so gut dokumentiert worden wie die von Edmund, der vermutlich im Palast von Westminster geboren wurde. Der König hatte, um für eine gesunde Geburt zu bitten, je 1000 Kerzen am Schrein von Thomas Becket und in der Abtei St. Augustinus in Canterbury gestiftet. Über die Geburt seines zweiten Sohns war der König so erfreut, dass er für den Hochaltar von Westminster Abbey eine geschmückte Kasel stiftete, dazu schrieb er einen freudigen Brief an den Abt von Bury St Edmunds, der ihm vorschlug, seinen Sohn nach dem in seinem Kloster begrabenen angelsächsischen Märtyrerkönig Edmund zu benennen. Diesen Vorschlag nahm der König gerne an, da der Heilige Edmund zu seinen Lieblingsheiligen gehörte.
Über die Kindheit von Edmund ist dagegen nur wenig bekannt. Spätestens ab Oktober 1246 wuchs er mit seinen älteren Geschwistern in Windsor Castle auf, wo die Königskinder standesgemäß von Aymon Thurbert, den Constable der Burg, erzogen wurden. Um 1255, spätestens ab 1256, verfügte Edmund über einen eigenen Haushalt, dem Thurbert vorstand.

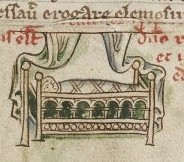
Die Geburt von Edmund Crouchback. Illustration in der Chronik von Matthew Paris aus dem 13. Jahrhundert

## Das Sizilianische Abenteuer
Im Mai 1254 hatte seine Mutter Edmund und den Thronfolger Eduard mit in die Gascogne genommen, wohin ihr Vater bereits 1253 zur Niederschlagung eines Aufstands gereist war. In Südwestfrankreich hatte Heinrich III. den Beschluss gefasst, seinem zweiten Sohn mit Unterstützung des Papstes zum König von Sizilien zu machen. Am 6. März 1254 bot der päpstliche Nuntius in England, Alberto di Parma, Edmund offiziell an, König von Sizilien zu werden, was Papst Innozenz IV. am 14. Mai bestätigte. Am 25. Mai befahl Heinrich III. die Anfertigung eines Siegels für Edmund als König von Sizilien. Für einen raschen Feldzug nach Sizilien, um das von den Staufern beherrschte Reich zu erobern, hatte der englische König allerdings weder die militärischen wie die finanziellen Möglichkeiten. Der Nachfolger von Innozenz IV., Papst Alexander IV., verlangte deshalb 1255 von Heinrich III. die gewaltige Summe von über 135.000 Mark als Erstattung für seine bisher geleisteten Ausgaben im Kampf gegen die Staufer. Trotz der schier unmöglichen Aufgabe, von England aus Sizilien zu erobern und trotz seiner eigenen angespannten Finanzlage stimmte Heinrich III. den Bedingungen des Papstes zu, so dass der päpstliche Nuntius Giacomo Boncambi Edmund am 18. Oktober 1255 als König von Sizilien einsetzte. Letztlich scheiterte die Umsetzung dieses tollkühnen Vorhabens völlig. Das Sizilianische Abenteuer traf in England auf einhellige Ablehnung. Auch als Heinrich III. dem Parlament im Frühjahr 1257 Edmund in apulischer Tracht vorführen ließ, konnte er weder die Magnaten noch die Geistlichen von dem Vorhaben überzeugen. Letztlich führten die Versuche des Königs, vom Parlament eine Steuer zur Finanzierung des Sizilianischen Abenteuers bewilligt zu bekommen, mit zur Rebellion der Barone und den Provisions of Oxford 1258, wonach die Macht des Königs erheblich eingeschränkt wurde. Die Barone, die die Macht übernommen hatten, strebten eine Aufhebung der Vereinbarung des Königs mit dem Papst an, worauf Papst Alexander IV. am 12. Dezember 1258 das Abkommen aussetzte, solange die verlangten Gelder an ihn nicht gezahlt würden. König Heinrich III. hielt zwar weiter an dem Sizilianischen Abenteuer fest, und auch der jugendliche Edmund schien weiter an dessen Realisierung zu glauben, doch die politischen Unruhen ließen das Vorhaben endgültig scheitern. Papst Urban IV. widerrief die Erhebung Edmunds zum König schließlich und befreite ihn und seinen Vater am 28. Juli 1263 davon, das Abkommen mit dem Papst zu erfüllen.

## Der Zweite Krieg der Barone

Wappen Edmunds

Während der unruhigen Zeit, die auf die Rebellion weiter Teile des Adels 1258 folgte, begleitete Edmund im November 1259 seinen Vater nach Frankreich, wo dieser mit dem französischen König den Vertrag von Paris schloss. Erst im April 1260 kehrte Heinrich mit Edmund nach England zurück. Im Juli 1262 begleitete Edmund seinen Vater erneut nach Frankreich, wo sie beide an einer Seuche erkrankten. Erst im September konnte Edmund nach seiner Genesung nach England zurückkehren, während sein Vater immer noch geschwächt in Frankreich blieb. Heinrich III. hatte ihn ehrenhalber zum Befehlshaber der königlichen Truppen in England ernannt. Edmund sollte nach Möglichkeit die Angriffe des walisischen Fürsten Llywelyn ap Gruffydd auf die Welsh Marches abwehren sowie während der Abwesenheit des Königs keine Parlamente zulassen. Erst im Januar 1263 kehrte Heinrich nach Westminster zurück. Angesichts des drohenden Bürgerkriegs ernannte der König Edmund im Juni 1263 zum Kommandanten von Dover Castle, das er jedoch widerwillig räumen musste, nachdem sein Vater im Juli den Forderungen der Adelsopposition nachgegeben hatte. Kurz danach reiste er mit seiner Mutter nach Frankreich, wo er sie bei dem Versuch unterstützte, für Heinrich III. Söldnertruppen anzuwerben. Damit entging er den offenen Kämpfen des Zweiten Kriegs der Barone und kehrte erst nach dem Sieg der königlichen Partei im August 1265 nach England zurück. Im Sommer 1266 kommandierte er eine königliche Streitmacht in Warwick, mit der er Raubzüge der verbliebenen Rebellen, den sogenannten Enterbten, unterbinden sollte. Anschließend war er während der langwierigen Belagerung der Enterbten in Kenilworth Castle Kommandant eines der vier Bataillone, die die Burg belagerten. Kurz nach der Kapitulation der Burg im Dezember 1266 übergab ihm der König die Verwaltung der Burg. Im Februar 1267 wurde Edmund mit Robert Walerand nach Wales gesandt, wo er mit Llywelyn ap Gruffydd Friedensverhandlungen begann, die schließlich im September 1267 von Vertrag von Montgomery führten.

## Entstehung des späteren Duchy of Lancaster
Seine größte historische Bedeutung gewann Edmund durch die Schaffung eines riesigen Grundbesitzes, der zum Kern des späteren Duchy of Lancaster wurde. Den Grundstock dazu legte der König am 26. Oktober 1265, als er seinem Sohn das Borough und die Honour of Leicester übergab, die zuvor dem getöteten Rebellenführer Simon de Montfort, 6. Earl of Leicester, gehört hatten. Im Januar 1267 wurde Edmund dazu zum Earl of Leicester erhoben. Am 28. Juni 1266 erhielt er dazu die Burgen und Ländereien des ebenfalls als Rebell enteigneten Robert de Ferrers, 6. Earl of Derby, dazu erhielt er am 12. Juli die Honour of Derby. Nach den Bedingungen des Dictum of Kenilworth von 1266 versuchte Robert de Ferrers später, diese Besitzungen zurückzuhalten, doch Edmund konnte, dank der juristisch zweifelhaften Unterstützung seines Bruders Eduard, 1269 die Ansprüche von Ferrers abweisen, die dieser 1270 und 1274 auch durch Prozesse nicht durchsetzen konnte. Nach dem Sieg des Königs im Krieg der Barone übergab der König Edmund ab 1265 noch zahlreiche weitere Ländereien, darunter in Wales Builth Castle, die Herrschaft Kidwelly sowie Cardiganshire und Carmarthenshire, die Edmund jedoch im November 1279 gegen andere Gebiete eintauschte. Die wichtigste Schenkung erhielt Edmund am 30. Juni 1267, als er Lancaster Castle samt Stadt und Honour of Lancaster und allen königlichen Besitzungen in Lancashire erhielt, wodurch er zum Earl of Lancaster erhoben wurde. Dazu erhielt er die walisischen Burgen Grosmont, Skenfrith, White Castle und Monmouth, dazu weitere Besitzungen wie Newcastle-under-Lyme und Pickering Castle samt Honour of Pickering. Dennoch führte Edmund den Titel Earl of Lancaster offiziell erst ab Dezember 1276. Dazu hatte ihm sein Bruder als neuen Earl of Leicester am 9. Mai 1269 lebenslang das Amt des Lord High Stewards verliehen. Damit hatte Edmund als Dank für die Unterstützung seines Vaters gegen die Adelsopposition einen gewaltigen Grundbesitz. Am 8. oder 9. April 1269 heiratete er in Westminster Abbey Aveline de Forz, die Erbin des Barons William de Forz. Diese Hochzeit war die erste Hochzeit eines Angehörigen der königlichen Familie in der neuerbauten Abteikirche. Durch diese Heirat erhoffte sich Edmund, die Herrschaft Holderness in Yorkshire, die Isle of Wight sowie den Titel Earl of Devon zu erhalten. Aveline starb jedoch am 11. November 1274 kinderlos, so dass Edmund den Anspruch auf diese Gebiete wieder verlor. Dennoch besaß er 1296 Besitzungen in 25 Counties in England und Wales, vor allem in Derbyshire, Lancashire, Lincolnshire, Leicestershire, Staffordshire, Northamptonshire und in Südwales. Seine Besitzungen umfassten 14 Burgen und über 263 Knight’s fees. Aus seinen Besitzungen bezog er jährliche Einkünfte von etwa £ 4500, womit er einer der reichsten und mächtigsten englischen Magnaten war. Von seinem Onkel Peter von Savoyen erwarb er dessen Palast bei London, den Savoy Palace.

## Kreuzzug ins Heilige Land
Nach dem endgültigen Ende des Kriegs der Barone wandte sich Edmund einem Kreuzzug ins Heilige Land zu. Sein Vater hatte 1250 ein Kreuzzugsgelübde geleistet, das er nicht erfüllen konnte. 1268 erlaubte Papst Clemens IV. dem päpstlichen Legaten Ottobono, Edmund einen angemessenen Teil der bereits für den Kreuzzug seines Vaters gesammelten Gelder zur Verfügung zu stellen, falls dieser stellvertretend für seinen Vater den Kreuzzug unternehmen würde. Dieser Plan wurde schnell verworfen, als der Thronfolger Eduard plante, einen eigenen Kreuzzug zu unternehmen. Zusammen mit zahlreichen anderen Adligen leisteten die beiden Brüder im Juni 1268 während des Parlaments in Northampton den Kreuzzugseid. Edmund erklärte sich bereit, den Kreuzzug seines Bruders mit 100 Rittern zu unterstützen, wofür ihm sein Bruder 10.000 Mark zahlte und dazu die Kosten der Überfahrt trug.
Edmund bereitete seinen Kreuzzug sorgfältig vor. Zur Verwalterin seiner Ländereien ernannte er seine Mutter Königin Eleonore, der er weitreichende Vollmachten erteilte. Im Februar oder März 1271 brach er von England ins Heilige Land auf, das er im August 1271 erreichte. Obwohl er versucht hatte, möglichst hohe Barmittel mitzuführen, waren diese nicht ausreichend, so dass er sich bei Geldverleihern in Akkon Geld borgen musste, während seine Mutter versuchte, weitere Mittel in England für ihn aufzutreiben. Über seinen recht kurzen Aufenthalt im Heiligen Land ist wenig bekannt, außer dass er ihm den Beinamen Crouchback eintrug, bevor er im Mai 1272 die Rückreise antrat. Bis zu seinem Tod wurde erwartet, dass er erneut einen Kreuzzug antreten würde. Sein Bruder Eduard, der 1272 nach dem Tod seines Vaters König geworden war, schickte im Dezember 1276 eine Gesandtschaft zum Papst, die auch über einen neuen Kreuzzug unter Edmunds Führung verhandeln sollte. In den nächsten Jahren erfolgten weitere Verhandlungen, die jedoch ohne konkrete Ergebnisse blieben. Im Sommer legte König Eduard und in der Folge auch Edmund ein erneutes Kreuzzugsgelübde ab, das beide Brüder jedoch nicht erfüllten.

## Militärdienst in Wales
Zu seinem Bruder Eduard hatte Edmund ein enges Verhältnis, und nur selten kam es zum Streit zwischen den beiden Brüdern. Edmund blieb ein loyaler Unterstützer seines Bruders, sowohl als dieser noch der Thronfolger wie auch später König war. Zum einigen bekannten ernsthaften Streit kam es 1274, als Edmund am 19. August nicht an der Königskrönung von Eduard teilnahm. Der Grund hierfür war wohl die Ablehnung Eduards, dass Edmund während der Krönung als High Steward of England das Staatsschwert, die Curtana, tragen dürfe. Dieser Streit wurde rasch beigelegt und Edmund verzichtete für sich und seine Erben auf das Amt des High Stewards, worauf Eduard es ihm im Februar 1275 erneut verlieh. 1275 kam es über die Aufteilung der von ihrem Vater und vom Papst bewilligten Gelder für den Kreuzzug zu einem neuen Streit, doch auch dieser konnte rasch beigelegt werden. Spätere Konflikte hatten keine großen Auswirkungen auf das Verhältnis der beiden Brüder.
Es ist deshalb kaum überraschend, dass Edmund in den Kriegen zur Eroberung von Wales eine wichtige Rolle spielte, zumal er selbst als einer der bedeutendsten Marcher Lords selbst starke eigene Interessen in Wales hatte. Nach der raschen Verschlechterung der Beziehungen zwischen König Eduard und dem walisischen Fürsten Llywelyn ap Gruffydd befahl Eduard seinen Bruder am 12. Dezember 1276 nach Worcester, das zum zentralen Sammelpunkt der englischen Armeen wurde. Während des ersten Feldzugs gegen Wales 1277 befehligte Edmund die Armee, die von seiner Herrschaft Carmarthenshire aus nach Nordwales vorstieß und am 25. Juli Llanbadarn erreichte. Dort befahl Edmund den Bau einer neuen Burg, das spätere Aberystwyth Castle. Die Baustelle ließ er unter der Aufsicht von Roger de Moels zurück, bevor er am 20. September nach England zurückkehrte und sein Feldheer auflöste. Während des zweiten Kriegs zur Eroberung von Wales von 1282 bis 1283 befehligte er wieder eine englische Armee in Südwales. Ende September 1283 nahm er an dem Parlament in Shrewsbury teil, auf dem die grausame Hinrichtung des walisischen Rebellenführers Dafydd ap Gruffydd beschlossen wurde. Ein letztes Mal diente Edmund von November 1294 bis Mai 1295 während des walisischen Aufstands in Wales.

## Zweite Heirat und Besitzungen in Frankreich
Nach dem Tod seiner ersten Frau Aveline de Forz 1274 heiratete Edmund zwischen dem 18. Dezember 1275 und dem 18. Januar 1276 in zweiter Ehe die französische Adlige Blanche d’Artois, eine Tochter von Graf Robert I. von Artois und Witwe von König Heinrich I. von Navarra. Als Ehemann von Blanche wurde er für acht Jahre Verwalter der Grafschaft Champagne, eines großen französischen Lehens, bis seine Stieftochter Johanna, die Erbin der Grafschaft, 1284 den französischen König Philipp IV. heiratete. Edmund reiste zwischen 1276 und 1282 mehrfach in die Champagne, und mindestens einmal, 1276, besuchte er Navarra. Dennoch griff er relativ wenig in die Verwaltung der Champagne ein. Seine bekannteste Aktion war die Niederschlagung einer Revolte der Bürger von Provins, die im Januar 1280 gegen drückende Steuern und Abgaben aufbegehrten. Edmund durfte den Höflichkeitstitel Graf von Champagne und Brie tragen, bis König Philipp IV. ihm nach seiner Heirat mit Johanna gegen eine stattliche Summe seine Rechte abkaufte. Dennoch blieb Edmund auch danach über seine Ehefrau Herr von Beaufort, Nogent-sur-Marne und anderen Besitzungen in der Île-de-France.

## Diplomat in Frankreich
Edmund war seinem Bruder eine wertvolle militärische Hilfe, aber vielleicht noch wichtiger war Edmunds Dienst als Vermittler und Diplomat im schwierigen Verhältnis zwischen den englischen und den französischen Königen, das in den letzten Jahrzehnten des 13. Jahrhunderts oft belastet war. Edmund war nicht nur ein Bruder des englischen Königs, sondern sowohl durch seine Herkunft wie auch durch seine zweite Heirat mit Blanche d’Artois auch ein Cousin der französischen Könige Philipp III. und Philipp IV. Durch seine häufigen Reisen nach Frankreich und durch seine Beziehungen zum französischen Königshof konnte er seinen Bruder Eduard diplomatisch unterstützen. 1279 war er an den Verhandlungen mit Philipp III. über Eduards Ansprüche auf das Agenais und das Quercy sowie über die Erbansprüche seiner Mutter Eleonore auf die französische Grafschaft Ponthieu beteiligt. Nach dem Tod von Eleonore wurde Edmund 1291 als Vertreter des minderjährigen Erben Eduard, des späteren Königs Eduard II., Statthalter des Ponthieu. Edmunds wichtigster diplomatischer Beitrag war sein Anteil an den Verhandlungen während des Französisch-Englischen Kriegs ab 1294. Anfang 1294 sandte Eduard seinen Bruder zu Philipp IV., um den Streit über die Gerichtshoheit in Aquitanien und den dortigen Streit zwischen Seeleuten aus der zu England gehörenden Gascogne und Seeleuten aus der französischen Normandie zu schlichten. Eduard wollte einen Krieg mit Frankreich verhindern, so dass Edmund im Februar in den Verhandlungen den französischen Forderungen nachgab. Der vereinbarte Waffenstillstand hatte jedoch keinen langen Bestand, entweder weil Edmund unvorsichtig und vielleicht auch den Franzosen gegenüber naiv gewesen war, oder weil der französische König Philipp IV. unaufrichtig verhandelt hatte und unter dem Einfluss einer starken anti-englischen Fraktion am französischen Königshof stand. Im Mai 1294 besetzten die Franzosen Aquitanien, worauf Edmund seine Hommage gegenüber Philipp widerrief und mit seiner Frau Blanche zurück nach England reiste.

## Krieg mit Frankreich, Tod und Nachfolge
Trotz dieses diplomatischen Fehlschlags verließ sich Eduard von Beginn des Krieges an auf seinen Bruder. Am 1. Juni 1294 informierte er seine Vasallen in der Gascogne, dass Edmund mit Truppen in die Gascogne zurückkehren würde, um das Gebiet zurückzuerobern. Der Beginn des walisischen Aufstands verhinderte jedoch Edmunds Feldzug, der anschließend erkrankte. Erst Januar 1296 brach Edmund zusammen mit Henry de Lacy, 3. Earl of Lincoln, an der Spitze einer stattlichen Armee nach Südwestfrankreich auf. Edmund erreichte die noch von englischen Truppen gehaltenen Städte Bourg und Blaye an der Mündung der Gironde. Von dort stieß er Ende März gegen das von französischen Truppen besetzte Bordeaux vor, konnte jedoch anhand der starken Stadtbefestigungen die Stadt nicht zurückerobern. Vor einer starken französischen Entsatzarmee zog er sich nach Bayonne zurück. An Pfingsten 1296 erkrankte er und starb in Bayonne.
Edmund hatte erklärt, dass er erst begraben werden wolle, wenn seine Schulden bezahlt worden sind. Deshalb wurde sein Leichnam von Franziskanern in Bayonne einbalsamiert und erst nach sechs Monaten 1297 zurück nach England gebracht. Dort wurde er im Franziskanerkonvent von London verwahrt, ehe ihn Eduard I. am 24. März 1301 feierlich in Westminster Abbey beisetzen ließ. Sein prächtiges Grabdenkmal ist dort noch erhalten.

## Nachkommen und Erbe
Edmunds Ehe mit Avelina de Forz war kinderlos geblieben. Mit seiner zweiten Frau Blanche d’Artois hatte Edmund vier Kinder, davon drei Söhne und eine Tochter:
- Thomas of Lancaster, 2. Earl of Lancaster (um 1278–1322)
- Henry of Lancaster, 3. Earl of Lancaster (1280–1345)
- John of Beaufort, Sire de Beaufort und Nogent-sur-Marne (vor 1286–um 1317)
- Maria Plantagenet

Sein Erbe wurde sein ältester Sohn Thomas, der durch dieses Erbe sowie durch seine Heirat zum mächtigsten Magnaten Englands und schließlich ein erbitterter Gegner seines Cousins König Eduard II. wurde. Sein dritter Sohn John erbte die Ländereien seiner Mutter Blanche in Frankreich.
Trotz seines enormen Reichtums war Edmund, mit Ausnahme seiner Aufwendungen für den Kreuzzug, kein außergewöhnlicher Gönner der Kirche. Vermutlich wegen seines bevorstehenden Kreuzzugs hatte er 1270 dem Frauenkloster von Tarrant ein Gut in Bere Regis in Dorset vermacht. Neben kleineren Stiftungen war er vor allem ein Förderer, vielleicht auch der Gründer des Franziskanerpriorats von Preston in Lancashire sowie der Dominikanerniederlassung in Leicester. Dazu unterstützte er seine zweite Frau Blanche, die 1293 eine Klarissenniederlassung außerhalb von Aldgate in London gründete. 1278 stiftete er Merton College in Oxford das Patronatsrecht von Embledon.